# Rapporti
Rapporti è una rivista di italianistica fondata nel 1973 a Roma da Giorgio Barberi Squarotti, Rodolfo Di Biasio, Emerico Giachery, Giuliano Manacorda, Alessandro Petruccelli, Sergio Romagnoli ed Arnaldo Zambardi. 
L'arco temporale della sua pubblicazione ha abbracciato gli anni 1973-1982.

## La prima serie
I primi 15 numeri furono pubblicati dalla Casa editrice Argileto di Roma a cura di un Comitato direttivo composto da Giorgio Barberi Squarotti, Rodolfo Di Biasio, Emerico Giachery, Giuliano Manacorda, Alessandro Petruccelli, Sergio Romagnoli ed Arnaldo Zambardi (direttore responsabile Rodolfo Di Biasio)

## La seconda serie
La nuova serie della rivista  iniziava con il fascicolo n. 16-17 e coincideva con il passaggio editoriale alle Edizioni Bastogi di Foggia e con l'inserimento di alcuni altri critici nel Comitato direttivo che risultava costituito da Raffaele Antini, Giorgio Barberi Squarotti, Michele Dell'Aquila, Rodolfo Di Biasio, Emerico Giachery, Giuliano Manacorda, Angelo Manuali, Luigi Paglia, Alessandro Petruccelli, Nunzio Solendo (direttore responsabile Rodolfo Di Biasio, condirettori Giuliano Manacorda e Angelo Manuali). La rivista cessava le pubblicazioni nel 1982 con il numero 26. Nunzio Solendo ha creato e disegnato le pagine di Rapporti e le Copertine delle Edizioni Bastogi.  

## Gli obiettivi
Le metodologie di ricerca e di approfondimento di “Rapporti” riguardavano la sociologia della letteratura, la critica storico-letteraria e, per alcuni versi, quella semiotica,  stilistica e linguistica. La struttura della rivista era articolata nelle sezioni dei saggi, dei testi di poesia e di narrativa di autori contemporanei, delle recensioni,  delle schede critiche, dello schedario annuale degli articoli pubblicati nelle riviste italiane di letteratura, ed, inoltre presentava, fuori testo, disegni di artisti italiani. Grande interesse rivestiva la pubblicazione di testi inediti di narrativa o di opere teatrali come quelli di Nino Palumbo (l'atto unico Il processo e il 4º capitolo del romanzo inedito Marco e Alina). Tra gli argomenti trattati veniva privilegiata (pur non tralasciando la narrativa) la poesia del Novecento con indagini e saggi su T. S. Eliot, Ungaretti, Montale, Sbarbaro, Campana, Luzi, Pavese, Quasimodo, Sinisgalli, De Libero, Penna, Sanguineti, Pasolini, Maria Luisa Spaziani, ma anche su poeti più giovani e meno conosciuti come Doplicher, Di Biasio, Mancino, Memmo, Pandini, Prestigiacomo, Serrao, la poesia, d'avanguardia ecc. La rivista, tuttavia, si dedicava anche al sondaggio di territori tematici non consueti come la sociologia della fiaba, la lettura scenografica e semiotica di autori di teatro, la teoria del racconto, il fascismo e i mass-media, il testo letterario e la riduzione televisiva, la politica culturale del P.C.I., oltre a presentare puntuali periodiche rassegne di poesia.
Rapporti aveva una periodicità quadrimestrale, presentando fascicoli, spesso con numeri doppi, miscellanei e monografici  tra i quali si ricordano quelli particolarmente significativi sulla narrativa (n. 7-8), sulla  poesia (n. 12-13), su  De Libero (n. 18-19) e su Landolfi (22-23).
Tra i collaboratori della rivista, oltre ai componenti della direzione, si possono citare i nomi di studiosi e di critici come Francesca Bernardini Napoletano, Filippo Bettini, Concetta D'Angeli,  Guido Davico Bonino, Alberto Frattini, Marinella Galateria, Guido Garufi, Pasquale Guaragnella, F. P. Memmo, Giancarlo Pandini, Alvaro Valentini ecc. (L. Paglia).